# Vassal (Chine antique)
Dans la Chine antique (de la dynastie Zhou à la dynastie Han), un vassal, binke (chinois simplifié : 宾客 ; chinois traditionnel : 賓客 ; pinyin : bīnkè), shike (chinois : 食客 ; pinyin : shíkè) ou menke (chinois simplifié : 门客 ; chinois traditionnel : 门客 ; pinyin : ménkè) est une personne entretenue par un noble, un fonctionnaire ou un puissant propriétaire terrien. Les vassaux forment un groupe social distinct.
Un vassal est une sorte d'invité à long terme de son hôte, dont il reçoit gîte et couvert ainsi que d'autres avantages (argent, avantages liés à la réputation et à la position sociale de l'hôte, etc.). En retour, le vassal doit rendre certains services à son hôte, mais il reste libre d'aller et de venir à sa guise et peut partir s'il n'a pas été traité poliment ou quand il désapprouve le comportement de son hôte.

## Apparition et développement des vassaux
On peut dater le début de la pratique consistant à avoir des vassaux de la période des royaumes combattants (vers 476-221 av. J.C.). Durant cette période, l'ancienne structure sociale de la Chine subissait des changements importants, le système des grands seigneurs inféodés au roi mis en place par la dynastie des Zhou de l'Ouest ayant subi d'énormes changements après 771 av. J.C, date à laquelle la Cour Royale des Zhou est obligée de déménager à Chengzhou, ce qui correspond actuellement à la ville de Luoyang, après la destruction et le pillage de l'ancienne capitale. Ce déplacement de la Cour s'accompagne d'une diminution de l'importance et de la puissance des rois de la dynastie Zhou. Jusqu’à cette date, le souverain était au sommet de la hiérarchie sociale, et la place que l'on occupait au sein de la société dépendait des liens familiaux que l'on avait avec le roi Zhou. C'est tout un système qui a été gravement touché et mis à mal par le déplacement de la capitale. La période des Printemps et Automnes a permis à quelques États de gagner en puissance au détriment de beaucoup d'autres, ces derniers n'étant plus en mesure de compter sur la protection de l'autorité centrale des Zhou. Au cours de la période des royaumes combattants, de nombreux dirigeants ont utilisé le Mandat du Ciel, Une théorie mise en place par les Zhou pour légitimer leur pouvoir, pour justifier leur conquête d'autres États et le développement de leur influence. C'est durant ces périodes de trouble et de remise en cause de l'ordre social que les vassaux sont apparus. Le nombre de vassaux que tel roi ou tel seigneur était capable de garder à son service semble avoir été un symbole du statut et du pouvoir de l'hôte. Avoir un grand nombre de vassaux semble également avoir été utilisé comme un moyen d'augmenter le pouvoir politique des hôtes. Parallèlement, un vassal pouvait, avec ses propres capacités et au prix de nombreux efforts, obtenir et améliorer un statut social. Dans un cas comme dans l'autre, l'apparition des vassaux se traduit par la mise en place d'un ascenseur social, fort peu compatible avec le modèle des Zhou basé sur les liens de sang avec le Roi. Durant cette période, il y eut beaucoup de nobles ayant des vassaux à leur service, certains d'entre eux ayant eu jusqu’à environ trois mille vassaux.
Cette pratique de "l'accumulation" des vassaux, a continué après la chute des Zhou, sous la dynastie Qin (221-207 av. J.C). Li Si (李斯) (280-208 av. J.C), le chancelier de l'empire Qin, et Zhao Gao (赵高), un puissant eunuque, avaient chacun à leur service un certain nombre de vassaux.
Avoir des vassaux était encore très populaire pendant la dynastie Han. Durant cette période, le plus grand nombre de vassaux connu pour le même hôte était d'environ un millier. Une fois sous la protection d'un hôte puissant, un vassal était généralement en mesure d'éviter le paiement de taxes. En outre, le gouvernement avait du mal à forcer les vassaux de ces hôtes à remplir leurs obligations en matière de conscription civile (gengzu 更卒), une forme de travail forcé obligatoire, et de conscription militaire (zhengzu 正卒). Profitant de la protection d'un maître, certains vassaux se sont livrés à des activités aussi profitables qu'illégales, comme le vol, le meurtre et autres. Il semble que sous les Han, il s'était créé une sorte de relation patron-client entre les hôtes et leurs vassaux. Avec le temps, les hôtes sont devenus de plus en plus exigeants et arrogants, tandis que les vassaux sont devenus plus serviles.
Le nombre de vassaux au service d'un hôte augmente de nouveau à l'époque des Trois Royaumes (220-280). Il y a eu deux cas d'hommes qui avaient plus d'un millier de vassaux à leur service. Cette soudaine augmentation est compréhensible : pendant les guerres et les périodes troublées qui ont marqué la fin de la dynastie Han et la période suivante, toutes les personnes ayant un tant soit peu de pouvoir étaient devenues ambitieuses, quitte à utiliser leur force pour obtenir le pouvoir politique. Pour arriver à leurs fins, ces puissants personnages avaient tendance à garder à leur service un grand nombre de vassaux, qui leur servaient d'armée personnelle.
À partir de la fin de la période des Han occidentaux, les vassaux ont commencé à participer à des travaux liés à la production de biens et matières premières, en particulier dans l'agriculture. Cette tendance s'amplifie avec le temps et devient le schéma dominant d'utilisation des vassaux à la fin des Han orientaux et durant la période des Trois Royaumes. Par exemple, le gouverneur d'une province a envoyé dix de ses vassaux construire une maison et planter des orangers. Cette famille a tiré un profit d'une valeur de plusieurs milliers de rouleaux de soie de la production annuelle d'oranges de cette nouvelle plantation et est devenu riche. En fait ils ont loué cette plantation à leur hôte, ont payé des ouvriers agricoles pour cultiver à leur place et engrangé les bénéfices.

## Le rôle de l'hôte
Les vassaux attendaient de leur hôte qu'il leur fournisse le logement, la nourriture, les vêtements et même éventuellement des chariots, et qu'il les traite généreusement. Certains des vassaux les plus appréciés ont même reçu de leur hôte des articles de luxe tels que des perles et du jade. Évidemment, seuls les nobles et les fonctionnaires les plus riches pouvaient se permettre d'entretenir un grand nombre de vassaux. C'est ainsi que le Prince Tian Wen 田文 (?-279 av. J.C) de Qi (齐), le Prince Zhao Sheng 趙勝 (?- 251 av. J.C) de Zhao (趙), le Prince Wei Wuji 魏無忌 (?-243 av. J.C) de Wei, et le Chancelier Huang Xie 黄歇 (?-238 av. J.C) de l'État de Chu, ont tous ont essayé d'avoir le plus possible de vassaux. Un prince avec un nombre énorme de vassaux sous son commandement était d'habitude assez puissant pour contrôler son État. Parfois, un État n'a même pas osé se battre avec un État voisin parce que le souverain de ce dernier avait des milliers de vassaux à son service. Comme le nombre de vassaux au service d'un maître pouvait être énorme, il devait y avoir une grande variété de personnalités et de qualifications au sein d'un tel groupe; et, bien sûr, leur sélection dépendait beaucoup de l'attitude et des dispositions de l'hôte.

## Le statut social des vassaux
Avant la fondation de la dynastie Qin, le statut social d'un vassal n'était pas celui d'une personne d'une classe inférieure. Un maître, bien qu'ayant un statut politique et social ainsi que des revenus bien supérieurs à ceux de ses vassaux, se devait de traiter poliment ces derniers. Mais malgré cette limite, dès le début les vassaux n'avaient pas tous le même statut et n'étaient pas tous traités de la même façon. En règle générale, ceux qui s'étaient engagés dans des professions jugées dévalorisantes et étaient méprisés par la société avaient également droit à moins de respect comme vassaux. Un homme sans capacité spéciale était également considérée comme inférieur par son maître et les autres vassaux.
Le statut des vassaux se dégrade sous les Han orientaux et en particulier à l'époque des Trois Royaumes. Ils sont alors vus en règle générale comme des personnes d'un statut nettement inférieur; et fortement invités à se livrer à des activités agricoles, artisanales et autres petits travaux, durant lesquelles ils étaient traités plus comme des esclaves ou des serviteurs.

## La fonction des vassaux
Avant la fondation de la dynastie Qin, les vassaux n'avaient guère d'obligations bien précises, et le plus souvent aucun travail bien défini ne leur était assigné. Ils devaient rendre service à leur hôte de manière occasionnelle, en fonction de leurs capacités et des demandes de ce dernier. Lorsque le Prince Tian Wen 田文 voulut envoyer quelqu'un pour collecter l'argent qu'on lui devait, il demanda à ses vassaux si l'un d'entre eux était versé dans la comptabilité et était compétent dans son travail. Parfois, la mission était difficile, voire dangereuse. On attendait d'un vassal qu'il fasse ce que son maître lui avait demandé et même de risquer sa vie pour lui si nécessaire. Des centaines de vassaux étaient prêts à donner leur vie pour leur maître, le Prince Wei Wuji (魏無忌).
Sous la dynastie Han, les vassaux servent leurs hôtes de diverses manières suivant leurs capacités. Il y a eu des hommes intelligents qui ont servi en tant que conseiller personnel pour les hauts fonctionnaires. D'autres ont accompli des travaux physiques et diverses petites tâches. Certains vassaux ont servi en tant que gardes du corps de leur hôte, et il n'était pas rare que ce dernier demande à un de ses vassaux d'aller assassiner un de ses ennemis. Dans certains cas plutôt inhabituels, des hôtes ont demandé à leurs vassaux de se livrer au vol et à d'autres activités illégales. En règle générale, les vassaux devaient partager les souffrances de leur maître et lui offrir de l'aide en cas d'urgence ou de danger. Les vassaux avaient également l'obligation de défendre la famille de leur maître quand il était attaqué par des bandits ou des ennemis. L'usage à des fin militaires des vassaux par leur hôte fut, de toute évidence, très utile à ceux qui cherchaient à accumuler de la puissance militaire et politique.
Jusqu'au début de la période des Han Occidentaux, les vassaux ne sont généralement pas utilisés pour des travaux domestiques ou liés à tout ce qui est travail agricole ou production de biens. Mais à partir de la fin des Han Occidentaux, les vassaux sont de plus en plus assignés à ce genre de tâches, une tendance qui devient de plus en plus lourde à la fin des Han Orientaux et pendant la période des Trois Royaumes (220-280). À partir de cette époque, les vassaux ont été traités de la même manière que les esclaves, et se devaient d'effectuer le même type de petits travaux que ces derniers.

## Vassaux célèbres de l'histoire de la Chine
Sun Bin (孫臏) est un célèbre vassal de Tian Ji (田忌), qui vécut durant la période des royaumes combattants. Un jour, le Roi Wei de Qi a invité Tian Ji à une compétition de chevaux de course. Sun Bin a suggéré une stratégie à Tian Ji, de manière a ce que ce dernier puisse utiliser ses chevaux de la meilleure manière possible. Grâce à ces conseils, les chevaux de Tian ont remporté deux des trois tours de la course. Le roi a été impressionné par la victoire de Tian et ce dernier a admis qu'il avait gagné avec l'aide de Sun Bin, avant de recommander au roi de tirer profit des talents de Sun. Le roi de Wei voulut nommer Sun Bin, en tant que commandant des armées de Qi, mais Sun a décliné, car son handicap  l'empêchait de monter à cheval, et il pensait que cela aurait un effet négatif sur le moral des soldats. Sun a ensuite été nommé conseiller militaire en chef à la place, et a servi comme adjoint de Tian Ji.